# دائرة الجمارك الأمريكية
دائرة الجمارك الأمريكية (بالإنجليزية: United States Customs Service) هي وكالة تابعة لحكومة الولايات المتحدة الاتحادية التي تقوم بجمع التعريفات الجمركية على الواردات وأداء الواجبات الأمنية الحدودية الأخرى المختارة لها.
في آذار 2003، ونتيجةً لإعادة تنظيم الأمن الداخلي، دُمجَت دائرة الجمارك في الولايات المتحدة مع عناصر الحدود من دائرة الهجرة والجنسية، بما في ذلك حرس الحدود ومفتشي نظام الملاحة بالقصور الذاتي، مع مفتشي الزراعة الحدودية، وذلك لتشكيل الجمارك وحماية الحدود الأمريكية، وأيضًا لإنشاء وكالة حدود واحدة وموحدة بالنسبة للولايات المتحدة. انقسم مكتب التحقيق التابع للجمارك الأمريكية واندمج مع مكتب نظام الملاحة بالقصور الذاتي، لتشكيل الهجرة والجمارك، والتي من بين أمور أخرى، هي المسؤولة عن تطبيق قوانين الهجرة الداخلية. وكانت دائرة الجمارك في الولايات المتحدة تقوم بثلاث مهمات رئيسة هي: جمع الإيرادات الجمركية، وحماية الاقتصاد الأمريكي من التهريب والسلع غير المشروعة، وتجهيز الأشخاص والبضائع في موانئ الدخول.